# Zero 7
Zero 7 er en engelsk downtempo trip-hop/chillout gruppe, bestående af Henry Binns og Sam Hardaker. Foruden det, har de forskellige vokalister på deres, indtil videre, 5 officielle albums.
| Musikgruppe | Spire Denne artikel om en britisk musikgruppe er en spire som bør udbygges. Du er velkommen til at hjælpe Wikipedia ved at udvide den. |